# Melissa Naschenweng/Diskografie
Diese Diskografie ist eine Übersicht über die musikalischen Werke der österreichischen Schlagersängerin und Volksmusikantin Melissa Naschenweng. Den Schallplattenauszeichnungen zufolge verkaufte sie bisher mehr als 75.000 Tonträger. Ihre erfolgreichste Veröffentlichung ist die Single I steh auf Bergbauernbuam mit über 30.000 verkauften Einheiten.

## Alben

### Studioalben
| Jahr | Titel Musiklabel                                        | Höchstplatzierung, Gesamtwochen, AuszeichnungChartplatzierungen (Jahr, Titel, Musiklabel, Platzierungen, Wochen, Auszeichnungen, Anmerkungen) | Höchstplatzierung, Gesamtwochen, AuszeichnungChartplatzierungen (Jahr, Titel, Musiklabel, Platzierungen, Wochen, Auszeichnungen, Anmerkungen) | Höchstplatzierung, Gesamtwochen, AuszeichnungChartplatzierungen (Jahr, Titel, Musiklabel, Platzierungen, Wochen, Auszeichnungen, Anmerkungen) | Anmerkungen                                                |
| Jahr | Titel Musiklabel                                        | DE | AT | CH | Anmerkungen                                                |
| ---- | ------------------------------------------------------- | --- | --- | --- | ---------------------------------------------------------- |
| 2011 | Oanfoch schen, oanfoch du Obermain Musikproduktion (DA) | — | — | — | Erstveröffentlichung: 24. Juni 2011                        |
| 2014 | Gänsehautgefühl Telamo (Sony)                           | — | — | — | Erstveröffentlichung: 7. Februar 2014                      |
| 2017 | Kunterbunt Ariola (Sony)                                | — | AT3 Gold · (23 Wo.)AT | CH46 (1 Wo.)CH | Erstveröffentlichung: 24. Februar 2017 Verkäufe: + 7.500   |
| 2019 | Wirbelwind Ariola (Sony)                                | DE61 (1 Wo.)DE | AT1 Platin · (79 Wo.)AT | CH4 (8 Wo.)CH | Erstveröffentlichung: 11. Januar 2019 Verkäufe: + 15.000   |
| 2020 | LederHosenRock Ariola (Sony)                            | DE27 (1 Wo.)DE | AT1 Platin · (88 Wo.)AT | CH5 (11 Wo.)CH | Erstveröffentlichung: 30. Oktober 2020 Verkäufe: + 15.000  |
| 2022 | Glück Ariola (Sony)                                     | DE19 (3 Wo.)DE | AT1 Gold · (39 Wo.)AT | CH4 (12 Wo.)CH | Erstveröffentlichung: 30. September 2022 Verkäufe: + 7.500 |
| 2025 | Alpenbarbie Ariola (Sony)                               | DE8 (1 Wo.)DE | AT1 (19 Wo.)AT | CH2 (4 Wo.)CH | Erstveröffentlichung: 10. Januar 2025                      |

### Livealben
| Jahr | Titel Musiklabel                  | Höchstplatzierung, Gesamtwochen, AuszeichnungChartplatzierungen (Jahr, Titel, Musiklabel, Platzierungen, Wochen, Auszeichnungen, Anmerkungen) | Höchstplatzierung, Gesamtwochen, AuszeichnungChartplatzierungen (Jahr, Titel, Musiklabel, Platzierungen, Wochen, Auszeichnungen, Anmerkungen) | Höchstplatzierung, Gesamtwochen, AuszeichnungChartplatzierungen (Jahr, Titel, Musiklabel, Platzierungen, Wochen, Auszeichnungen, Anmerkungen) | Anmerkungen                            |
| Jahr | Titel Musiklabel                  | DE | AT | CH | Anmerkungen                            |
| ---- | --------------------------------- | --- | --- | --- | -------------------------------------- |
| 2021 | Bergbauernshow Live Ariola (Sony) | DE91 (1 Wo.)DE | AT4 (9 Wo.)AT | CH37 (1 Wo.)CH | Erstveröffentlichung: 3. Dezember 2021 |

### Kompilationen
| Jahr | Titel Musiklabel                                      | Höchstplatzierung, Gesamtwochen, AuszeichnungChartplatzierungen (Jahr, Titel, Musiklabel, Platzierungen, Wochen, Auszeichnungen, Anmerkungen) | Höchstplatzierung, Gesamtwochen, AuszeichnungChartplatzierungen (Jahr, Titel, Musiklabel, Platzierungen, Wochen, Auszeichnungen, Anmerkungen) | Höchstplatzierung, Gesamtwochen, AuszeichnungChartplatzierungen (Jahr, Titel, Musiklabel, Platzierungen, Wochen, Auszeichnungen, Anmerkungen) | Anmerkungen                            |
| Jahr | Titel Musiklabel                                      | DE | AT | CH | Anmerkungen                            |
| ---- | ----------------------------------------------------- | --- | --- | --- | -------------------------------------- |
| 2017 | Das Beste Telamo (WMG)                                | — | AT27 (4 Wo.)AT | CH67 (1 Wo.)CH | Erstveröffentlichung: 17. Februar 2017 |
| 2020 | Wenn Träume fliegen – Die ersten Hits Telemonte (WMG) | — | AT37 (3 Wo.)AT | CH96 (1 Wo.)CH | Erstveröffentlichung: 23. Oktober 2020 |
| 2023 | I liab di: Die schönsten Hits Telamo (WMG)            | — | AT56 (1 Wo.)AT | — | Erstveröffentlichung: 24. März 2023    |

## Singles

### Als Leadmusikerin
| Jahr | Titel Album                                         | Höchstplatzierung, Gesamtwochen, AuszeichnungChartplatzierungen (Jahr, Titel, Album, Platzierungen, Wochen, Auszeichnungen, Anmerkungen) | Höchstplatzierung, Gesamtwochen, AuszeichnungChartplatzierungen (Jahr, Titel, Album, Platzierungen, Wochen, Auszeichnungen, Anmerkungen) | Höchstplatzierung, Gesamtwochen, AuszeichnungChartplatzierungen (Jahr, Titel, Album, Platzierungen, Wochen, Auszeichnungen, Anmerkungen) | Anmerkungen                                                                            |
| Jahr | Titel Album                                         | DE | AT | CH | Anmerkungen                                                                            |
| ---- | --------------------------------------------------- | --- | --- | --- | -------------------------------------------------------------------------------------- |
| 2014 | Wie da Schnee in da Sun –                           | — | — | — | Erstveröffentlichung: 24. November 2014                                                |
| 2015 | Federleicht –                                       | — | — | — | Erstveröffentlichung: 21. August 2015                                                  |
| 2016 | Die ganze Nacht Kunterbunt                          | — | — | — | Erstveröffentlichung: 22. Juli 2016                                                    |
| 2017 | Das Größte Kunterbunt                               | — | — | — | Erstveröffentlichung: 14. Februar 2017                                                 |
| 2017 | Braungebrannte Haut Kunterbunt                      | — | — | — | Erstveröffentlichung: 21. Juli 2017 Original: Nik P. & Reflex                          |
| 2017 | Willkommen in den Bergen Wirbelwind                 | — | — | — | Erstveröffentlichung: 22. Dezember 2017 Original: Typically Tropical – Barbados        |
| 2018 | Ich will ’nen Bauern als Mann Wirbelwind            | — | — | — | Erstveröffentlichung: 16. Februar 2018 Original: Gitte – Ich will ’nen Cowboy als Mann |
| 2018 | Gott is a Dirndl Wirbelwind                         | — | — | — | Erstveröffentlichung: 6. Juli 2018                                                     |
| 2018 | Die Nachbarin Wirbelwind                            | — | — | — | Erstveröffentlichung: 5. Oktober 2018                                                  |
| 2018 | Net mit mir (Remix 2018) Wirbelwind                 | — | — | — | Erstveröffentlichung: 2. November 2018 feat. Bibi Booom                                |
| 2018 | So a Wunder Wirbelwind                              | — | — | — | Erstveröffentlichung: 7. Dezember 2018                                                 |
| 2019 | I steh auf Bergbauernbuam Wirbelwind                | — | AT— PlatinAT | — | Erstveröffentlichung: 10. Mai 2019 Verkäufe: + 30.000                                  |
| 2019 | El Fuego Wirbelwind                                 | — | — | — | Erstveröffentlichung: 11. Oktober 2019                                                 |
| 2020 | Schutzengerl Wirbelwind                             | — | — | — | Erstveröffentlichung: 14. Februar 2020                                                 |
| 2020 | Dein Herz verliert LederHosenRock                   | — | — | — | Erstveröffentlichung: 27. März 2020                                                    |
| 2020 | Difigiano? LederHosenRock                           | — | AT65 (1 Wo.)AT | — | Erstveröffentlichung: 16. Oktober 2020                                                 |
| 2021 | G’fühl LederHosenRock                               | — | — | — | Erstveröffentlichung: 3. September 2021                                                |
| 2022 | Verliabt Glück                                      | — | — | — | Erstveröffentlichung: 20. Mai 2022                                                     |
| 2022 | Kompliment Glück                                    | — | AT72 (2 Wo.)AT | — | Erstveröffentlichung: 9. September 2022                                                |
| 2023 | Luis von do Glück                                   | — | — | — | Erstveröffentlichung: 10. Februar 2023                                                 |
| 2024 | Legenden Alpenbarbie                                | — | — | — | Erstveröffentlichung: 31. Mai 2024                                                     |
| 2024 | Michl mit der Sichl Alpenbarbie                     | — | — | — | Erstveröffentlichung: 23. August 2024                                                  |
| 2024 | Wenn I den Teufel brauch Alpenbarbie                | — | — | — | Erstveröffentlichung: 18. Oktober 2024                                                 |
| 2024 | Traktorführerschein (Alpen Party Remix) Alpenbarbie | — | — | — | Erstveröffentlichung: 13. Dezember 2024                                                |

### Als Gastmusikerin
| Jahr | Titel Album                       | Anmerkungen                                                        |
| ---- | --------------------------------- | ------------------------------------------------------------------ |
| 2011 | A Wahnsinn mit dir Heavy Schlager | Erstveröffentlichung: 2011 Dominik Ofner feat. Melissa Naschenweng |

## Musikvideos
| Jahr | Titel                                | Regisseur(e) |
| ---- | ------------------------------------ | ------------ |
| 2011 | Oanfoch schen, oanfoch du            |              |
| 2011 | I liab di                            |              |
| 2013 | Weisst eh (dass i nur auf di steh)   |              |
| 2013 | Gänsehautgefühl                      |              |
| 2014 | Die Sehnsucht schrieb ein Liebeslied |              |
| 2014 | Wie da Schnee in da Sun              |              |
| 2016 | Federleicht                          |              |
| 2016 | Die ganze Nacht                      |              |
| 2017 | Das Größte                           |              |
| 2017 | Braungebrannte Haut                  |              |
| 2017 | Net mit mir                          |              |
| 2017 | Hoamat mei                           |              |
| 2017 | Willkommen in den Bergen             |              |
| 2018 | Gott is a Dirndl                     |              |
| 2019 | Ich will ’nen Bauern als Mann        |              |
| 2019 | Die Nachbarin                        |              |
| 2019 | Net mit mir                          |              |
| 2019 | I steh auf Bergbauernbuam            |              |
| 2019 | Schutzengerl                         |              |
| 2020 | Dein Herz verliert                   |              |
| 2020 | Difigiano?                           |              |
| 2020 | Blödsinn im Kopf                     |              |
| 2020 | Traktorführerschein                  |              |
| 2022 | Verliabt                             |              |
| 2022 | Kompliment                           |              |
| 2023 | Luis von do                          | Marco Rohr   |
| 2024 | Legenden                             | Marcel Brell |
| 2024 | Michl mit der Sichl                  | Marcel Brell |
| 2025 | Auf Zeit geliebt                     |              |

## Sonderveröffentlichungen
| Jahr | Titel Album                                                               | Anmerkungen                                                                                                |
| ---- | ------------------------------------------------------------------------- | --- |
| 2012 | Sonnenschein und Volksmusik Party-Stimmung pur – Osttirol, mein Bergtirol | Erstveröffentlichung: 30. November 2012 Die Osttiroler Bergvagabunden feat. Melissa Naschenweng            |
| 2018 | A Wahnsinn mit dir Heavy Schlager                                         | Erstveröffentlichung: 13. Juli 2018 Dominik Ofner feat. Melissa Naschenweng                                |
| 2020 | Heiße Herzen Söhne der Heimat, Kinder der Berge                           | Erstveröffentlichung: 29. Mai 2020 Die Wolayerseer feat. Melissa Naschenweng                               |
| 2023 | Es wird scho glei dumpa Goldene Weihnachtszeit                            | Erstveröffentlichung: 10. November 2023 Roland Kaiser feat. Melissa Naschenweng; Original: Anton Reidinger |

| Jahr | Titel Album                                                                   | Anmerkungen                                                                                      |
| ---- | ----------------------------------------------------------------------------- | ------------------------------------------------------------------------------------------------ |
| 2022 | Von den blauen Bergen kommen wir Giraffenaffen 7 – Die große Geburtstagsfeier | Erstveröffentlichung: 10. Juni 2022 Original: Traditional – She’ll Be Coming ’Round the Mountain |

## Promoveröffentlichungen
| Jahr | Titel Album                                    | Anmerkungen                                                                                               |
| ---- | ---------------------------------------------- | --- |
| 2022 | Wörthersee Glück                               | Erstveröffentlichung: 19. August 2022                                                                     |
| 2023 | Es wird scho glei dumpa Goldene Weihnachtszeit | Erstveröffentlichung: 9. November 2023 Roland Kaiser feat. Melissa Naschenweng; Original: Anton Reidinger |

## Statistik

### Chartauswertung
|                     | DE    | AT    | CH    |
| ------------------- | ----- | ----- | ----- |
| Nummer-eins-Alben   | DE—DE | AT4AT | CH—CH |
| Top-10-Alben        | DE1DE | AT6AT | CH4CH |
| Alben in den Charts | DE5DE | AT9AT | CH8CH |

|                       | DE    | AT    | CH    |
| --------------------- | ----- | ----- | ----- |
| Nummer-eins-Singles   | DE—DE | AT—AT | CH—CH |
| Top-10-Singles        | DE—DE | AT—AT | CH—CH |
| Singles in den Charts | DE—DE | AT2AT | CH—CH |

### Auszeichnungen für Musikverkäufe
Anmerkung: Auszeichnungen in Ländern aus den Charttabellen bzw. Chartboxen sind in ebendiesen zu finden.
| Land/RegionAuszeichnungen für Musikverkäufe (Land/Region, Auszeichnungen, Verkäufe, Quellen) | Gold     | Platin     | Verkäufe | Quellen |
| -------------------------------------------------------------------------------------------- | -------- | ---------- | -------- | ------- |
| Österreich (IFPI)                                                                            | 2× Gold2 | 3× Platin3 | 75.000   | ifpi.at |
| Insgesamt                                                                                    | 2× Gold2 | 3× Platin3 |          |         |